# Pradhania
Pradhania gracilis
Genre
Espèce
Pradhania (nommé d'après Dhuiya Pradhan, un collectionneur de fossiles à l'Indian Statistical Institute) est un genre éteint de dinosaures Sauropodomorpha de la famille des Massospondylidae de la partie supérieure de la formation de Dharmaram, en Inde, datant du Sinémurien (Jurassique inférieur). Le type et seule espèce est Pradhania gracilis.

## Description
Il a été nommé pour la première fois par T. S. Kutty, Sankar Chatterjee, Peter M. Galton et Paul Upchurch en 2007.
Il s'agissait d'un Sauropodomorpha de taille modeste, d'environ quatre mètres de long seulement, et est connu à partir de restes fragmentaires.

## Classification
Il était initialement considéré comme un Sauropodomorpha basal mais une nouvelle analyse cladistique réalisée par Novas et al. en 2011 suggère que Pradhania est un Massospondylidae. Pradhania présente deux synapomorphies de Massospondylidae retrouvées dans leur analyse phylogénétique.